# Zwangsbad
Ein Zwangsbad ist ein erzwungenes Bad in kaltem oder heißem Wasser, etwa zu somatotherapeutischen Zwecken in der Psychiatrie, insbesondere in der frühen Hälfte des 19. Jahrhunderts.
Beim Bad in warmen Wasser werden die Arme und Beine der Patienten in den Wannen fixiert. Über die Wanne wird ein Tuch gespannt oder ein Holzbrett gelegt, in dem ein Loch ist, um den Kopf durchzustecken. Es handelt sich dabei nicht nur um Therapie, sondern auch um Folter, beispielsweise als Disziplinierungsstrafe.
Emil Kraepelin empfahl eine Wassertemperatur von 35 °C. Unter Kraepelin wurden Kranke auch nachts weiter gebadet, schließlich sogar über eine Dauer von mehreren Monaten.
Als „kalte Wanne“ wird das Bad im kalten Wasser bezeichnet. Bei der „feuchten Packung“ werden die Patienten in Nesseltücher gewickelt und mit eiskaltem Wasser übergossen.
Zwangsbäder in Eiswasser gehören auch bei der CIA zu den Foltermethoden für Verhöre.